# Eduard Franz
Pour les articles homonymes, voir Franz.
Eduard Franz est un acteur américain, né Eduard Franz Schmidt le 31 octobre 1902 à Milwaukee (Wisconsin), mort le 10 février 1983 à Los Angeles (Californie).

## Biographie
Au théâtre, Eduard Franz débute en 1928 à Broadway (New York), où il joue dans seize pièces, jusqu'en 1969.
Au cinéma, il participe à cinquante-deux films américains, de 1948 à 1971, avant un ultime sorti en 1983, année de sa mort.
À la télévision, il collabore à soixante-sept séries et à quatre téléfilms, entre 1952 et 1982.

## Théâtre à Broadway (intégrale)
(pièces)
- 1928 : The International de John Howard Lawson, avec George Tobias, Franchot Tone
- 1928 : Hot Pan de Michael Swift
- 1929 : The Broken Chain de William J. Perlman, avec Edgar Barrier, J. Carrol Naish
- 1939 : Mis Swan Expects de Bella et Sam Spewack, avec William Bendix, John Williams
- 1939-1940 : Farm of Three Echoes de Noel Langley, avec Ethel Barrymore, Dean Jagger
- 1941 : First Stop to Heaven de Norman Rosten, avec Alison Skipworth
- 1942 : Cafe Crown d'Hy S. Kraft, mise en scène d'Elia Kazan, avec Sam Jaffe, Sam Wanamaker
- 1942-1943 : Gens de Russie (The Russian People) de Constantin Simonov, adaptation de Clifford Odets, avec Luther Adler, Elisabeth Fraser, Victor Varconi
- 1943-1944 : Outrageous Fortune de (et mise en scène par) Rose Franken, avec Elsie Ferguson, Margalo Gillmore, Margaret Hamilton, Maria Ouspenskaya
- 1944-1945 : Embezzled Heaven de Ladislau Busk-Fekete et Mary Helen Fay, d'après le roman Le Ciel dilapidé (Der veruntreute Himmel) de Franz Werfel, avec Ethel Barrymore, Albert Bassermann, Sanford Meisner
- 1945 : The Stranger de Leslie Reade
- 1945-1946 : Home of the Brave d'Arthur Laurents, mise en scène de Michael Gordon, avec Alan Baxter, Joseph Pevney
- 1947 : The Big Two de Ladislau Bush-Fekete et Mary Helen Fay, mise en scène de Robert Montgomery, avec Felix Bressart, Philip Dorn, Claire Trevor
- 1957 : The Egghead de Molly Kazan, mise en scène d'Hume Cronyn, avec Karl Malden
- 1964 : Conversation at Midnight d'Edna St. Vincent Millay, mise en scène de Robert Gist
- 1966 : Those that play the Clowns de Michael Stewart, avec Alfred Drake, Joan Greenwood, Edgar Stehli
- 1969 : In the Matter of J. Robert Oppenheimer d'Heinar Kipphardt, adaptation de Ruth Speirs, avec Philip Bosco, Joseph Wiseman

## Filmographie partielle

### Au cinéma

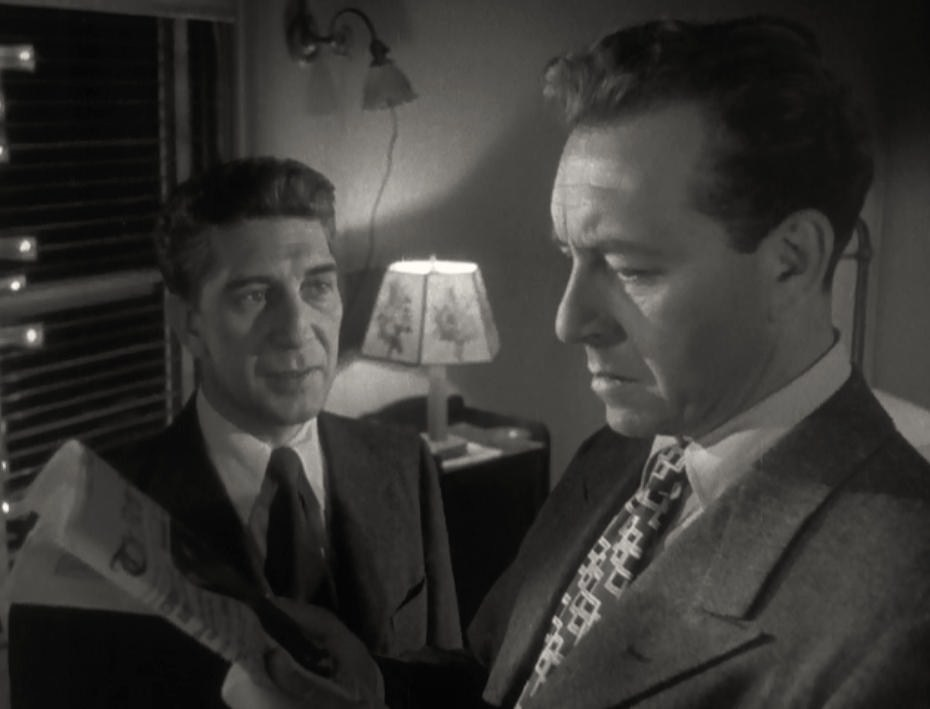
Le Balafré (1948), autre vue, avec Paul Henreid à droite

- 1948 : Le Rideau de fer (The Iron Curtain) de William A. Wellman
- 1948 : Le Balafré (Hollow Triumph) de Steve Sekely
- 1948 : Le Réveil de la sorcière rouge (Wake of the Red Witch) d'Edward Ludwig
- 1949 : La Dernière Charge (Outpost in Morocco) de Robert Florey
- 1949 : Le Mystérieux Docteur Korvo (Whirpool) d'Otto Preminger
- 1949 : Madame Bovary de Vincente Minnelli
- 1950 : Francis, le mulet qui parle (Francis) d'Arthur Lubin
- 1950 : The Magnificent Yankee de John Sturges
- 1951 : Le Droit de tuer (The Unknown Man), de Richard Thorpe
- 1951 : Le Renard du désert (The Desert Fox : The Story of Rommel) d'Henry Hathaway
- 1951 : La Chose d'un autre monde (The Thing from Another World) de Christian Nyby et Howard Hawks
- 1951 : Le Grand Caruso (The Great Caruso) de Richard Thorpe
- 1952 : Une minute avant l'heure H (One Minute to Zero) de Tay Garnett
- 1952 : Tu es à moi (Because You're Mine) d'Alexander Hall
- 1952 : Mon amour t'appelle (Everything I have is Yours) de Robert Z. Leonard
- 1952 : Le Chanteur de jazz (The Jazz Singer) de Michael Curtiz
- 1953 : Lune de miel au Brésil (Latin Lovers) de Mervyn LeRoy
- 1953 : La Femme rêvée (Dream Wife) de Sidney Sheldon
- 1953 : Les Péchés de Jézabel (Sins of Jezebel) de Reginald Le Borg

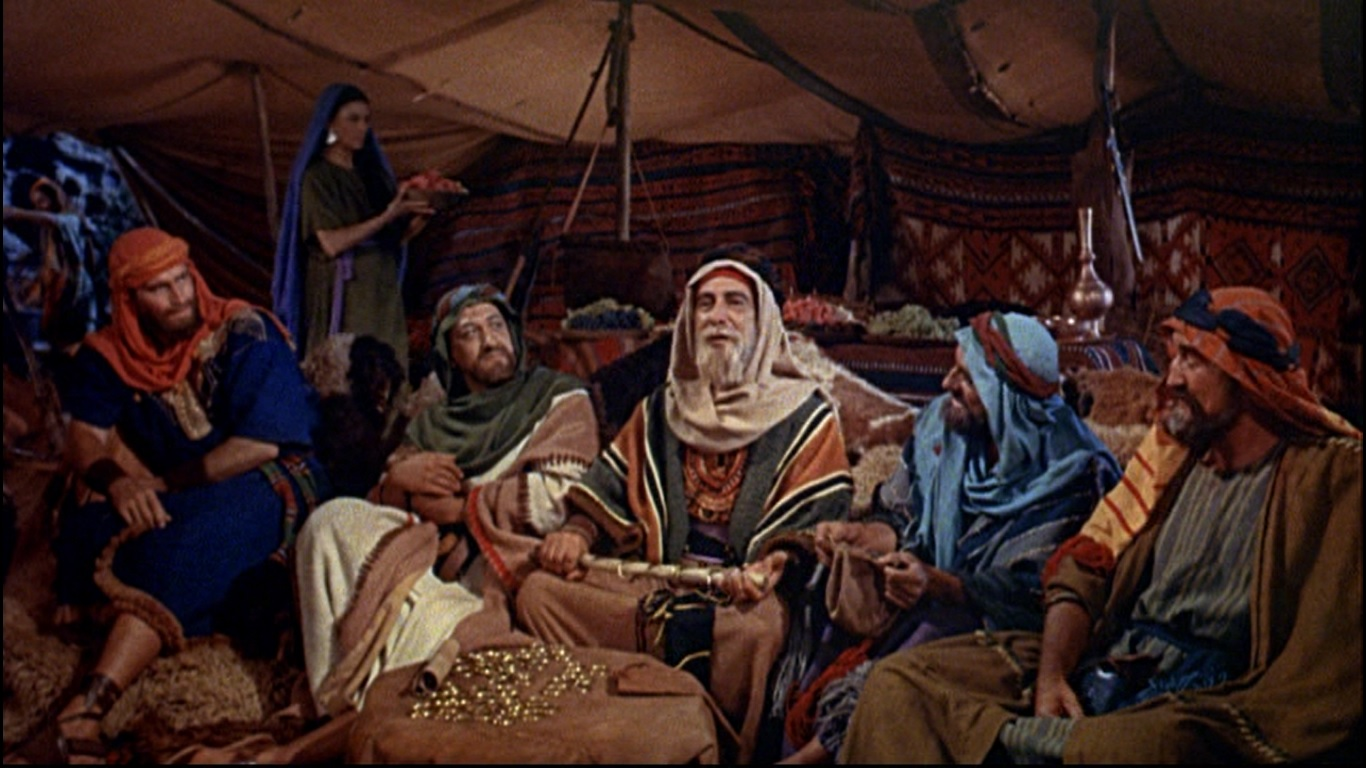
Au centre (avec Charlton Heston à gauche),
dans Les Dix Commandements (1956)

- 1954 : La Patrouille infernale (Beachhead) de Stuart Heisler
- 1954 : C'est pas une vie, Jerry (Living It Up) de Norman Taurog
- 1954 : La Lance brisée (Broken Lance) d'Edward Dmytryk
- 1954 : Le Signe du païen (Sign of the Pagan) de Douglas Sirk
- 1955 : La Rivière de nos amours (The Indian Fighter) d'André De Toth
- 1955 : Quand le clairon sonnera (The Last Command) de Frank Lloyd
- 1955 : La Plume blanche (White Feather) de Robert D. Webb
- 1955 : Madame de Coventry (Lady Godiva of Coventry) d'Arthur Lubin
- 1956 : Les Dix Commandements (The Ten Commandments)  de Cecil B. DeMille
- 1956 : Collines brûlantes (The Burning Hills) de Stuart Heisler
- 1956 : Three for Jamie Dawn de Thomas Carr
- 1958 : Un certain sourire (A Certain Smile) de Jean Negulesco
- 1959 : Quand la terre brûle (The Miracle) d'irving Rapper et Gordon Douglas
- 1960 : L'Histoire de Ruth (The Story of Ruth) d'Henry Koster
- 1961 : François d'Assise (Francis of Assisi) de Michael Curtiz
- 1961 : Les Révoltés du Cap (The Fiercest Heart) de George Sherman
- 1962 : La Belle et la Bête (Beauty and the Beast) d'Edward L. Cahn
- 1962 : Hatari ! d'Howard Hawks
- 1966 : Cyborg 2087 de Franklin Adreon
- 1971 : Johnny s'en va-t-en guerre (Johnny got his Gun) de Dalton Trumbo
- 1983 : La Quatrième Dimension (Twilight Zone : The Movie), film à sketches, segment 4 Cauchemar à 20.000 pieds (Nightmare at 20,000 Feet) de George Miller

### À la télévision

#### Séries
- 1956-1974 : Gunsmoke ou Police des plaines (Gunsmoke ou Marshal Dillon)
  - Saison 1, épisode 23 Indian Scout (1956) de Charles Marquis Warren
  - Saison 20, épisode 10 In Performance of Duty (1974)
- 1957-1962 : La Grande Caravane (Wagon Train)
  - Saison 1, épisode 5 The Les Rand Story (1957) de Robert Florey
  - Saison 5, épisode 36 The Hiram Winthrop Story (1962)
- 1958 : Zorro
  - Saison 2, épisode 1 Bienvenue à Monterey (Welcome to Monterey), épisode 2 Zorro fait cavalier seul (Zorro rides again), épisode 3 Le Cheval d'une autre couleur (Horse of Another Color), épisode 4 La señorita  fait son choix (The Señorita makes a Choice), et épisode 5 Rendez-vous au coucher du soleil (Rendezvous at Sundown) — épisodes tous réalisés par William Witney —
- 1959-1960 : Au nom de la loi (Wanted : Dead or Alive)
  - Saison 1, épisode 33 Les Anges de la vengeance (Angels of Vengeance, 1959) de R. G. Springsteen
  - Saison 2, épisode 24 Affaire de famille (A House divided, 1960) de George Blair
- 1962 : Les Aventuriers du Far West (Death Valley Days)
  - Saison 10, épisode 19 Abel Duncan's Dying Wish
- 1962 : Rawhide
  - Saison 4, épisode 25 A Woman's Place de Jus Addiss
- 1963 : Bonanza
  - Saison 4, épisode 20 Marie, my Love de Lewis Allen
- 1966 : Le Virginien (The Virginian)
  - Saison 4, épisode 24 One Spring like Long Ago d'Herman Hoffman
- 1966 : Le Fugitif (The Fugitive)
  - Saison 4, épisode 4 The Sharp Edge of Chivalry
- 1966-1969 : Sur la piste du crime (The F.B.I.)
  - Saison 2, épisode 6 The Plague Merchant (1966) de Lewis Allen
  - Saison 3, épisode 7 A Sleeper Wakes (1967) de Robert Douglas
  - Saison 5, épisode 1 Target of Interest de William Hale
- 1967 : Les Envahisseurs (The Invaders)
  - Saison 2, épisodes 9 et 10 Conférence au sommet, 1re et 2e parties (Summit Meeting, Parts I & II) de Don Medford
- 1969 : Mannix
  - Saison 2, épisode 13 Death Run
- 1969 : Opération vol (It takes a Thief)
  - Saison 3, épisode 14 Le Scorpion (The Scorpio Drop)
- 1973-1976 : La Famille des collines (The Waltons)
  - Saison 1, épisode 18 The Courtship (1973)
  - Saison 4, épisode 24 The Collision (1976) de Richard Thomas
- 1975 : Les Rues de San Francisco (The Streets of San Francisco)
  - Saison 4, épisode 7 Meurtre par procuration (Murder by Proxy) de Virgil W. Vogel
- 1978 : Super Jaimie (The Bionic Woman)
  - Saison 3, épisode 13 La Pyramide (The Pyramid)
- 1978-1979 : Hawaï police d'État (Hawaii Five-0)
  - Saison 10, épisode 20 L'Invitation au meurtre (Invitation to Murder, 1978)
  - Saison 11, épisode 15 Willy (The Spirit of Willie, 1979) de Reza Badiyi
- 1979 : Vegas (Vega$)
  - Saison 1, épisode 22 The Visitor
- 1980-1982 : Pour l'amour du risque (Hart to Hart)
  - Saison 1, épisode 19 Le Sixième Sens (Sixth Sense, 1980) de Ralph Senensky
  - Saison 3, épisode 23 Coup de cœur (To coin a Hart, 1982) de Karen Arthur

#### Téléfilms
- 1958 : Collector's Item de Buzz Kulik
- 1970 : La Fraternité ou la Mort (The Brotherhood of the Bell) de Paul Wendkos
- 1974 : Panic on the 5:22 d'Harvey Hart